# Asura (hindoeïsme)

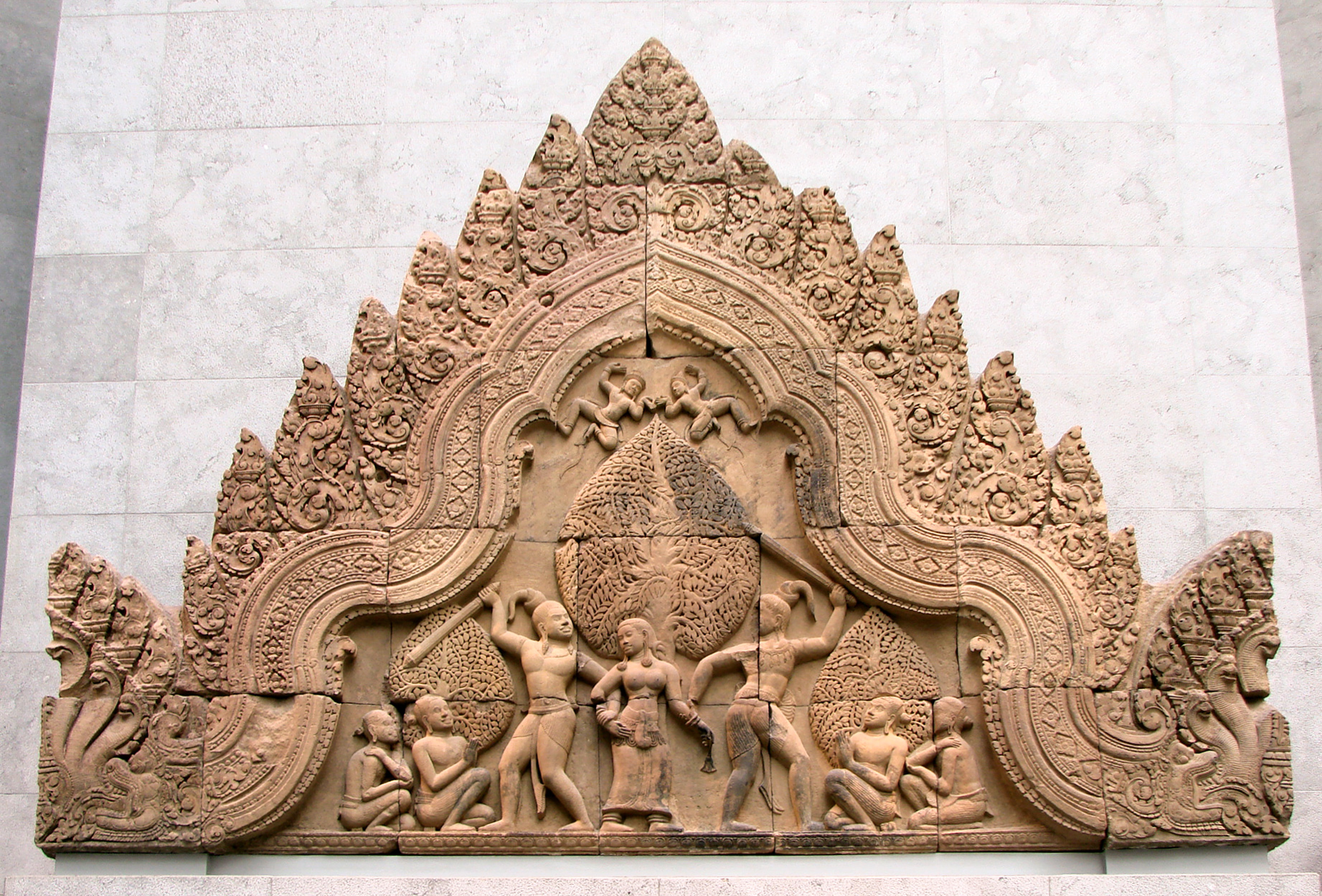
De asura's (Cambodja)

De asura (Sanskriet: असुर) zijn in het hindoeïsme een groep macht zoekende goden die soms onterecht als demonen worden bestempeld. De asura's waren tegen Deva's en ze leverden strijd. De deva's aangevoerd door Indra overwonnen de asura's aangevoerd door Vritra. De twee groepen karnden samen de Oceaan van melk door aan de kop en de staart van de slang Vasuki te trekken, die om een spil, de berg Meru, was gewikkeld. Volgens het hindoeïsme zijn beide groepen kinderen van Kasyapa.
In die tijd overvielen de Asura's de stad Amarāvatī (plaats voor onsterfelijken). En de deva's, niet in staat met die asura's te vechten - die een donderkeil-achtig (vajra) lichaam hadden - vluchtten in alle richtingen... (Devi Bhagavatam)

## Boeddhisme
In het traditionele boeddhisme komen asura's ook voor als bovennatuurlijke wezens in de kosmologie en ook daar zijn het krijgshaftige entiteiten.

## Bekende asura's
Bekende asura's zijn: 
- Vritra, werd door Indra (Vritrahan) verslagen.
- Taraka (Tarakasura), werd door Kartikeya overwonnen. Zijn drie zonen waren koningen van drie steden (Tripura), in de hemel, de lucht en op aarde, die na duizend jaar door Shiva met zijn pijl in de as werden gelegd.
- Banasura, de zoon van Bali, verslagen door Krishna. Bali zou de stichter zijn van Mahabalipuram (stad van de grote of reus Bali).
- Narakasura, zoon van Bhumidevi (Aardegodin), verslagen door Krishna.
- Puloman, vader van Sachi, de echtgenote van Indra. Hij werd door Indra gedood.
- Vrishaparva, koning van de asura's, wiens dochter Sarmishta de dienstmeid werd van Devayani, de dochter van Sukracharya (leermeester van de asura's) en echtgenote van opperkoning Yayati.
- Sukracharya, leermeester van de asura's, die het geheim van sanjivini bezat, het tot leven wekken van de doden.

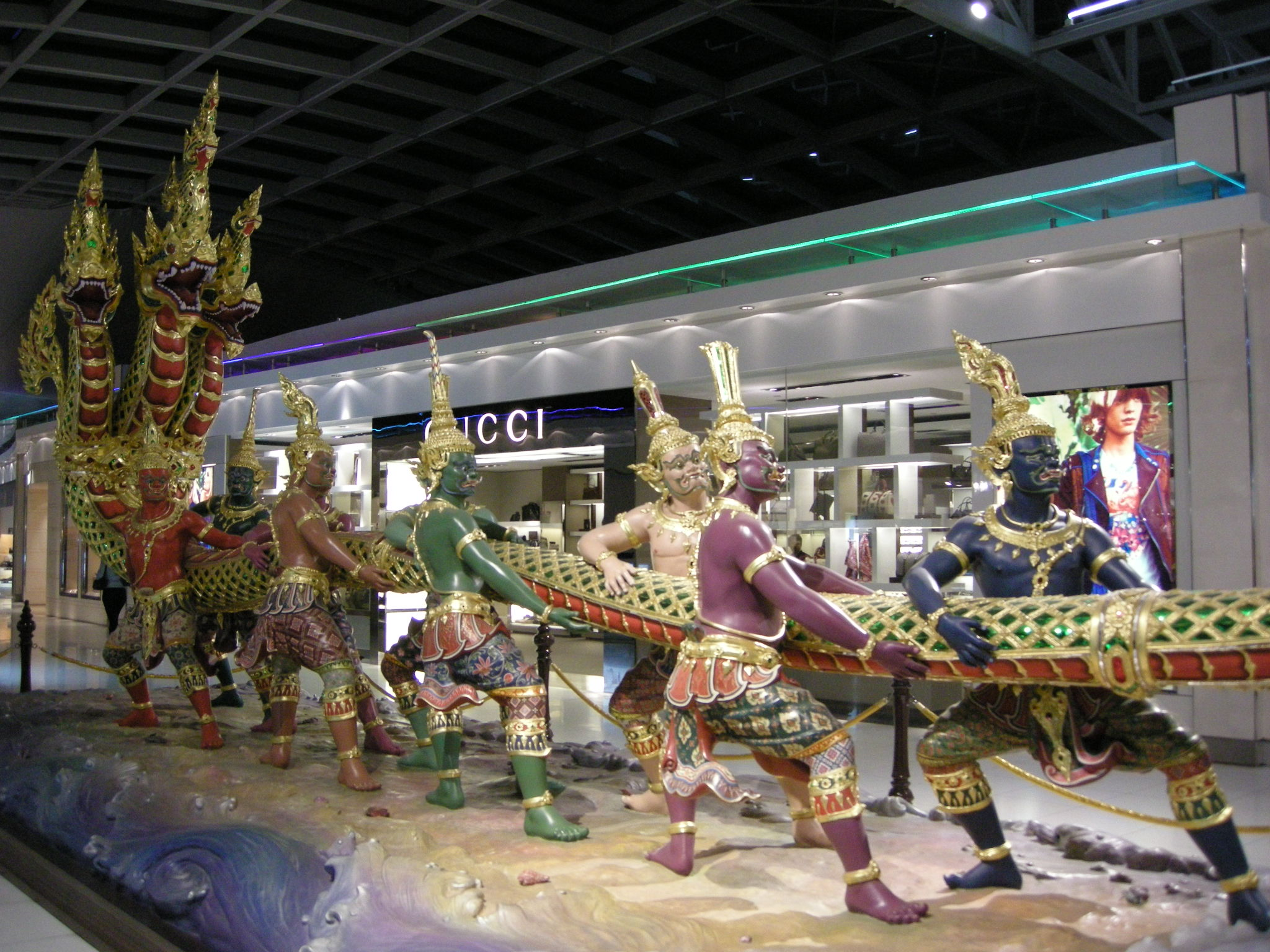
De asura's karnen de Oceaan van melk met de naga Vasuki, terwijl de deva's aan de staart van de slang trekken, beeld op het vliegveld van Bangkok

## Theosofie
Volgens de theosofie, zoals uiteengezet in Blavatsky's de Geheime Leer (1888) komen de asura's overeen met agnishwâtta's ('wezens in het vuur zoet gemaakt', agnishwattapitri's, 'door vuur verzwolgen voorouders') en draken.
Volgens de hindoeïstische mythologie waren de asura's ('demonen') Brahma's eerstgeborenen en kwamen de deva's (goden) daarna. De deva's streden onder leiding van Indra tegen de asura's, die aangevoerd werden door Vritra. Indra overwon Vritra op slinkse wijze en moest daar ook voor boeten.
Brahmâ begint met het scheppen van 'demonen', 'die dus de voorrang krijgen boven de engelen of goden (..) die (esoterisch) het zelfbewuste en (intellectueel) actieve beginsel zijn (..) de positieve polen van de schepping '. 'Nadat Brahmâ zijn denkvermogen in zichzelf had geconcentreerd en de eigenschap van duisternis zijn aangenomen lichaam had doordrongen, werden eerst de Asura's voortgebracht, die tevoorschijn kwamen uit zijn dij; hierna werd dit lichaam verlaten en veranderd in NACHT [(râtri), citaat uit de Purana's].' 'oorspronkelijk worden in de Rig Veda de 'Asura's' voorgesteld als geestelijke, goddelijke wezens; hun etymologie wordt afgeleid van asu (adem), de 'adem van god', en zij betekenen hetzelfde als de hoogste geest of de Ahura van de Zoroastriërs. Pas later laat men ze voor theologische en dogmatische doeleinden uit Brahmâ's dij tevoorschijn komen, en begon men hun naam af te leiden van de ontkennende letter a, en sura, god (zonnegodheden), dus niet-een-god, en werden zij de vijanden van de goden. Zonder uitzondering plaatsten alle oude theogonieën - van de Arische en de Egyptische tot die van Hesiodus - in de volgorde van de kosmogonische evolutie de nacht vóór de dag; zelfs Genesis, waar 'duisternis was op de afgrond' vóór 'de eerste dag '.
'(..) de esoterische filosofie vereenzelvigt de vóór-brahmaanse Asura's, rudra's, râkshasa's en alle 'tegenstanders' van de goden in de allegorieën, met de ego's die, door te incarneren in de nog verstandeloze mens van het derde Ras [ Lemuriërs ], deze bewust onsterfelijk maakten. Ze zijn tijdens de cyclus van de incarnaties dus de ware tweevoudige logos - het met zichzelf in strijd zijnde en tweezijdige goddelijke beginsel in de mens.'
'In de Indiase exoteriek worden deze engelen (asura's) ook uitgemaakt voor 'de vijanden van de goden'; voor diegenen die zich verzetten tegen de offerdienst aan die goden. In de christelijke theologie worden zij globaal als de 'gevallen engelen' aangeduid, de helden uit verschillende tegenstrijdige en elkaar tegensprekende legenden, die uit heidense bronnen zijn bijeengebracht.'
'Daarom zegt men dat de VLAMMEN, waarvan in de exoterische boeken de functies worden verward en die afwisselend prajâpati's, pitri's, manu's, asura's, rishi's, kumâra's, enz. worden genoemd, persoonlijk incarneren in het derde Wortelras en zo 'telkens opnieuw worden geboren'. In de esoterische leer worden zij gewoonlijk de Asura's genoemd, of de Asu-ra devata of Pitar-devata (goden) want, zoals gezegd, waren zij eerst goden - en wel de hoogste - voordat zij ' niet-goden' werden, en van geesten van de hemel waren vervallen tot geesten van de aarde - let wel, in exoterische zin, volgens het orthodoxe dogma.'
'De naam Asura werd het eerst door de brahmanen zonder onderscheid gebruikt voor degenen die zich verzetten tegen hun holle rituelen en offers, zoals de grote Asura, 'Asurendra' genoemd, deed. De oorsprong van het denkbeeld van de demon als tegenstander moet waarschijnlijk in die tijd worden gezocht.'  'Er was een tijd waarin de goden Indra, Agni en Varuna zelf tot de Asura's behoorden. (..) Kennelijk zijn ze [de asura's] in ruimte en tijd door de 'ceremonialisten' verlaagd tot vijandige krachten of demonen, vanwege hun opstand tegen schijnheiligheid, schijnvroomheid en lege-vormendienst. (..) Ze zijn (1) de usana's of de 'menigte' van de planeet Venus, die nu in het rooms-katholicisme Lucifer zijn geworden, de genius van de 'morgenster' (zie Jesaja xiv, 12), de tsaba, of het leger van 'satan'. (2) De daitya's en davana's zijn de titanen, de demonen en reuzen die we in de bijbel vinden (Gen. vi) - de nakomelingen van de 'zonen van God' en de 'dochters van de mensen'. (..) (3) Dan komen de naga's, de sarpa (slangen of Serafijnen). (..) In de mythologie zijn het halfgoddelijke wezens met een mensengezicht en de staart van een draak. Ze zijn dus ontegenzeggelijk de joodse seraphim (van serapis en sarpa, slang); het enkelvoud is saraph, 'brandend, vurig' (zie Jesaja, vi, 23).'